# فیلزورث
فیلزورث (به انگلیسی: Failsworth) یک شهرک در بریتانیا است که در Oldham واقع شده‌است. فیلزورث ۲۰٬۶۸۰ نفر جمعیت دارد.

## خواهرخوانده
شهر لاندسبرگ آم لش خواهرخواندهٔ فیلزورث هست.